# George Michael (Friseur)
George Michael (* 31. Juli 1918 in Petrograd; † 21. April 2009 in West Palm Beach) war ein US-amerikanischer Friseur sowie bekannter Haar-Experte und -Stylist.
George Michael schrieb nach seinem Medizinstudium 1941 seine Doktorarbeit über Haare, im Speziellen die Langhaarpflege. 1951 emigrierte er in den Nachkriegswirren über Deutschland nach Amerika, wo er allerdings nicht als Hautarzt praktizieren durfte. Nach dem Besuch der Wilfred Academy of Beauty culture  eröffnete er 1957 seinen ersten Salon in der Madison Avenue in New York City.
1981 kam das System nach Europa, seit 1999 besitzt das norddeutsche Unternehmen COSMA kosmetische Präparate GmbH alle Rechte weltweit. Auch heute wird das George Michael Haarpflegesystem nur in autorisierten Friseursalons angeboten.